# Documento básico de seguridad en caso de incendio

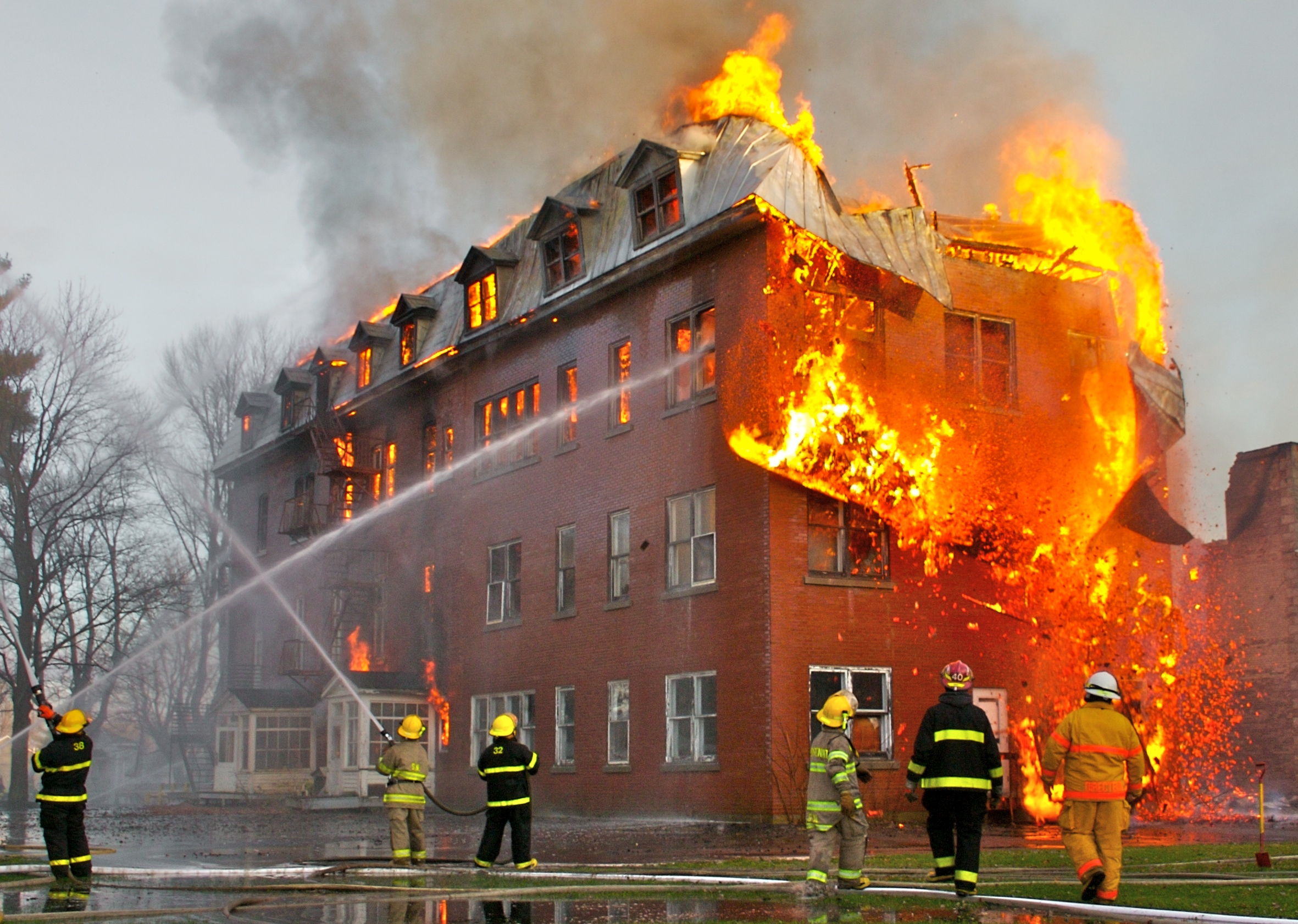
Incendio en un edificio.

El Documento Básico de Seguridad en caso de Incendio (DB-SI) es una normativa de construcción española que forma parte del Código Técnico de la Edificación. Es uno de los documentos dedicados a la seguridad, que regula específicamente las medidas de protección contra incendios con que deben contar los edificios de nueva planta. Es una normativa de obligado cumplimiento en España, por lo que todos los edificios construidos desde su entrada en vigor en 2006 deben incorporar las soluciones constructivas que recoge la normativa, a excepción de los edificios industriales que se rigen por el Reglamento de seguridad contra incendios en los establecimientos industriales.

## Historia
Anteriormente a la entrada en vigor del Código Técnico de la Edificación, la normativa que regulaba la seguridad en caso de incendio era la NBE-CPI (Norma Básica de Edificación: Condiciones de Protección contra Incendios) de 1996. Esta Norma Básica establecía una serie de criterios constructivos para la protección contra incendios que, si bien con unas exigencias menores, eras similares a los de la nueva normativa.
En 1999 se aprobó la Ley de Ordenación de la Edificación, que exigía unos nuevos requisitos a todas las construcciones, por lo que era necesario la redacción de una nueva normativa. El resultado de esta reelaboración es el Código Técnico de la Edificación, compuesto por varios Documentos Básicos. Entre las exigencias de seguridad se encontraba, desde su primera versión, el relativo a la seguridad en caso de incendio. Este documento básico fue aprobado, junto con el resto de Documentos Básicos iniciales, el 29 de septiembre de 2006.

## Composición
El Documento Básico de Seguridad en caso de Incendio se compone de 6 capítulos, dos de ellos se dedican a evitar la propagación del incendio, y los restantes a evacuación, instalaciones de protección, intervención de los bomberos y resistencia de la estructura al fuego.

### Propagación interior (SI-1)

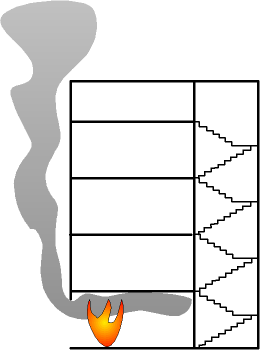
Función de la compartimentación frente a incendios.

La normativa obliga a dividir el edificio en sectores de incendio, cada uno de los cuales se encuentra compartimentado de los demás de tal modo que en caso de producirse un incendio en uno de los sectores del edificio no se propague al resto. El tamaño máximo de cada sector de incendio varía según el tipo de uso, pero por lo general es de 2.500 metros cuadrados.
La compartimentación entre sectores de incendio debe de tener una estabilidad al fuego que, según el riesgo de incendio y el tipo de uso, varía entre 60 y 120 minutos, e incluso excepcionalmente 180 minutos. Para cumplir esta exigencia se precisa entre los sectores de incendio de unos paredes y forjados con la resistencia adecuada, y de puertas resistentes al fuego especialmente diseñadas para resistir a un incendio.
Las puertas cortafuego deben permanecer cerradas durante un incendio para contenerlo, lo que se consigue mediante resortes cierrapuertas. Es posible mantener las puertas abiertas de forma habitual mediante el empleo de sistemas de imanes que retienen las hojas de las puertas en posición abierta, y que dejan de funcionar automáticamente al activarse la alarma de incendio. Para certificar el correcto diseño y funcionamiento de las puertas cortafuego estas deben superar una serie de pruebas de laboratorio, tanto de exposición al fuego como de funcionamiento del mecanismo de cierre, que son imprescindibles para otorgar a la puerta su homologación. La manipulación de estas puertas, como es el caso de utilizar cuñas para que permanezcan abiertas, está prohibida e inutiliza por completo la capacidad de contención del fuego de los sectores de incendio.
Además de paredes, techos y puertas, la compartimentación entre sectores debe ser completa, lo que incluye otros elementos entre sectores como son los pasos de instalaciones, que también deben resistir el tiempo establecido.

### Propagación exterior (SI-2)
La normativa pretende que el fuego que pueda salir el exterior no se propague a otros sectores de incendio del propio edificio o a edificios cercanos. Para ello es necesario que los materiales con los que se realice la fachada y la cubierta sean estables al fuego durante al menos 120 minutos. También es obligatorio que los huecos de fachada, tales como puertas o ventanas, que pertenezcan a sectores de incendio o edificios diferentes, se sitúen a una distancia suficiente como para no permitir el paso del fuego entre ellos.

### Evacuación de ocupantes (SI-3)
Se establecen los medios de evacuación necesarios para cualquier edificio. De forma general el recorrido de evacuación se limita a 35 metros, entendiéndose por recorrido de evacuación el que discurre entre cualquier punto ocupable del edificio y una salida de la planta, del edificio, otro sector de incendio o un pasillo protegido, es decir, a una zona a donde en incendio no puede extenderse. Esto obliga en edificios grandes a repartir en cada planta un cierto número de escaleras o pasillos de evacuación protegidos, o a realizar una mayor compartimentación con sectores de incendio de reducido tamaño.
También se establece el ancho que debe tener el recorrido de evacuación, estableciendo una medida de ancho determinada según el número de ocupantes para pasillos, pasos de puerta, escaleras, y cualquier elemento utilizado para la evacuación.
Se establecen tres tipos de escaleras: las normales, denominadas como no protegidas, las protegidas, que se encuentran compartimentadas del resto del edificio con muros y puertas cortafuegos de tal manera que sirven de refugio ante un incendio, y las especialmente protegidas, que añaden medidas como los vestíbulos de independencia con doble puerta destinadas a impedir la entrada de humo en su interior. La norma obliga a utilizar un determinado tipo de escalera según el riesgo de incendio, el número de ocupantes y la altura a evacuar.

### Detección, control y extinción del incendio (SI-4)
Se recogen las instalaciones obligatorias para cada tipo de uso y tamaño del edificio, tales como extintores, columnas secas, rociadores, etc.

### Actuación de los bomberos (SI-5)
Está dedicado principalmente a permitir el acceso de los camiones de bomberos, estableciendo las medidas del entorno del edificio y las cargas a soportar para poder situar estos camiones. También se recoge la obligatoriedad de tener huecos en fachada para permitir su acceso.

### Resistencia de la estructura (SI-6)

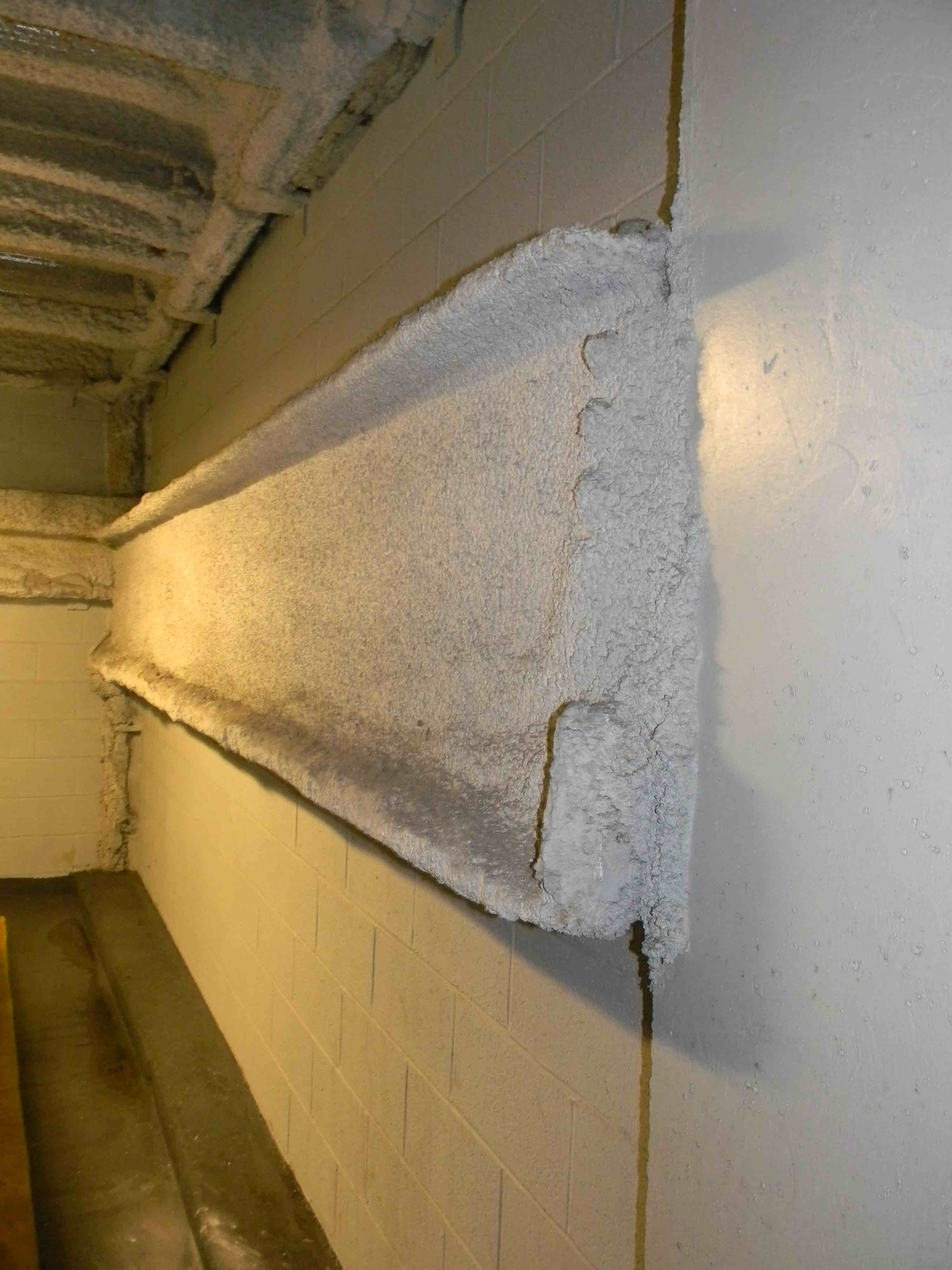
Protección de una estructura metálica mediante espumas.

La estructura está obligada a resistir durante al menos un tiempo determinado, que varía entre 15 y 180 minutos. Para la mayoría de edificios de menos de 15 metros de altura es válida una resistencia de 60 minutos, equivalente a una temperatura de la atmósfera en el sector de incendio de 950 °C.
La resistencia de la estructura puede obtenerse mediante ensayos, los métodos establecidos en la norma o el uso de los anejos incluidos en el Documento Básico, que recogen el cálculo de la resistencia para estructuras de hormigón, acero, madera y fábricas.
Los anejos establecen, en el caso del hormigón, los espesores y recubrimientos necesarios para que la estructura resista el tiempo necesario. Las estructuras de hormigón tienen un buen comportamiento frente a incendio, por lo que generalmente no es necesario aplicar una capa protectora sobre la estructura para cumplir con lo establecido.
Las estructuras de acero se ven muy afectadas en caso de incendio por lo que, salvo en raras ocasiones, es necesario aplicar una capa de protección. A 900 °C, el límite elástico del acero, principal parámetro de su resistencia mecánica, se reduce al 6% de su valor a temperatura ambiente. La norma recoge 2 maneras de resistir al incendio el tiempo indicado: sobredimensionar la pieza para que sea posible resistir las cargas incluso con la reducción de resistencia que supone la temperatura, y recubrir el acero con protectores aislantes que impidan que el acero alcance altas temperaturas.
En el caso de la madera, el incendio le afecta tan solo a su capa más exterior, manteniendo el interior de las piezas su capacidad portante intacta. Por ello, la normativa obliga a sobredimensionar las piezas de forma que pueda carbonizarse la parte exterior mientras el interior continúa resistiendo las cargas de la estructura. Sobre la sección neta necesaria para resistir las cargas se debe añadir, en cada una de sus caras expuestas al incendio, un espesor de material proporcional al tiempo de resistencia exigido, en función de la velocidad de carbonización, que oscila entre 0,55 y 0,80 milímetros por minuto según el tipo de madera.
La resistencia al fuego de los muros de carga se considera según la estabilidad de los muros de carga al fuego, y puede ser aumentada según el recubrimiento.